# فيكتوريا ريجي كنيدي
فيكتوريا ريجي كنيدي (بالإنجليزية: Victoria Reggie Kennedy)‏ (و. 1954 – م) هي محامية من الولايات المتحدة الأمريكية . ولدت في كراولي .
وهي عضوة في الحزب الديمقراطي الأمريكي .

## التعليم
تعلمت في جامعة تولين، وTulane University Law School.